# Bálint Balassi

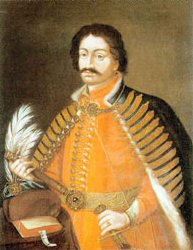

Bálint Balassi, baron av Kékkő och Gyarmat, född 20 oktober 1554 i Zvolen, död 30 maj 1594 i Esztergom, var en ungersk renässanspoet och översättare som huvudsakligen skrev på ungerska, men även på turkiska och slovakiska. Han är grundaren av den moderna ungerska lyriken och den första författaren av ungersk erotisk poesi.

## Biografi
Balassi fick utbildning av reformatorn Péter Bornemissza och av sin mor Anna Sulyok som var en protestantisk selot.
Hans första litterära arbete var en översättning av Michael Bocks Würtzgertlein Für die Krancken Seelen, (publicerad i Kraków), för att trösta sin far då han befann sig i polsk exil. Vid faderns återupprättelse beledsagade Bálint honom i rätten, och var också närvarande vid hans tillsättning i den beslutande församlingen i Pressburg (idag Bratislava), huvudstad i Ungern 1572. Han var senare med i armén och slogs mot turkarna som officer vid Egers fästning i Nord-östra Ungern. Här blev han häftigt förälskad i Anna Losonczi, dotter till en kapten i Timișoara, och uppenbarligen, enligt hans verser, var hans kärlek inte obesvarad. Men efter hennes första mans död gifte hon sig med Krisztóf Ungnád.
Efter att ha förlorat Anna började Balassi inse hur mycket han älskade henne. Han gav henne gåvor och verser, men hon behöll sin stolthet och sitt äktenskapslöfte, och han kunde endast bevara minnet av henne i odödliga verser.
1574 sändes Balassi till Gáspár Békes läger för att hjälpa honom i striderna mot Stefan Batory; men hans trupper stötte på motstånd och skingrades på vägen dit, och han själv sårades och togs till fånga. Hans inte alltför hårda fångenskap varade i två år. Under fångenskapen var han med om Batorys kröning till kung av Polen. Han återvände till Ungern strax efter sin far, János Balassis, död.
1584 gifte han sig med sin kusin, Krisztina Dobó, dotter till kommendanten István Dobó av Eger. Detta ledde till många framtida problem. Hans frus giriga släktingar nästan ruinerade honom genom rättsliga processer. Att han lämnade sin fru och rättsliga processer ledde till några år av osäkerhet. 1586 konverterade han till katolicismen. 1589 bjöds han in till Polen för att tjänstgöra vid det nära förestående kriget mot Turkiet. Detta krig kom aldrig och han återvände till Ungern 1591. 1594 återvände han till armén, och dog vid belägringen av Esztergom samma år.

## Verk
Balassis dikter kan delas in i fyra kategorier: religiösa hymner, patriotiska och militära sånger, originella kärleksdikter och bearbetningar från latinet och tyskan. Hans soldat- och fäderneslandsdikter trycktes först efter hans död, men utgavs sammanlagt 43 gånger fram till 1806. Alla hans verk är originella, men hans kärleksdikter hör nog till hans bästa verk. De cirkulerade i manuskript i generationer och trycktes inte förrän 1874, när Farkas Deák upptäckte en kopia av dem i Radványis bibliotek. Vad gäller skönhet, känsla och passion finns inget liknande i ungersk litteratur förrän Mihály Csokonai Vitéz och Sándor Petőfi. Balassi var också skaparen av en melodisk strofform som har fått hans namn, Balassistrofen.